# Lijst van Myobatrachidae
Onderstaand een lijst van alle soorten kikkers uit de familie Australische fluitkikkers (Myobatrachidae). De lijst is gebaseerd op Amphibian Species of the World.
- Arenophryne rotunda
- Arenophryne xiphorhyncha
- Assa darlingtoni
- Crinia bilingua
- Crinia deserticola
- Crinia fimbriata
- Crinia flindersensis
- Crinia georgiana
- Crinia glauerti
- Crinia insignifera
- Crinia nimbus
- Crinia parinsignifera
- Crinia pseudinsignifera
- Crinia remota
- Crinia riparia
- Crinia signifera
- Crinia sloanei
- Crinia subinsignifera
- Crinia tasmaniensis
- Crinia tinnula
- Geocrinia alba
- Geocrinia laevis
- Geocrinia leai
- Geocrinia lutea
- Geocrinia rosea
- Geocrinia victoriana
- Geocrinia vitellina
- Metacrinia nichollsi
- Mixophyes balbus
- Mixophyes carbinensis
- Mixophyes coggeri
- Mixophyes fasciolatus
- Mixophyes fleayi
- Mixophyes hihihorlo
- Mixophyes iteratus
- Mixophyes schevilli
- Myobatrachus gouldii
- Paracrinia haswelli
- Pseudophryne australis
- Pseudophryne bibronii
- Pseudophryne coriacea
- Pseudophryne corroboree
- Pseudophryne covacevichae
- Pseudophryne dendyi
- Pseudophryne douglasi
- Pseudophryne guentheri
- Pseudophryne major
- Pseudophryne occidentalis
- Pseudophryne pengilleyi
- Pseudophryne raveni
- Pseudophryne robinsoni
- Pseudophryne semimarmorata
- Rheobatrachus silus
- Rheobatrachus vitellinus
- Spicospina flammocaerulea
- Taudactylus acutirostris
- Taudactylus diurnus
- Taudactylus eungellensis
- Taudactylus liemi
- Taudactylus pleione
- Taudactylus rheophilus
- Uperoleia altissima
- Uperoleia arenicola
- Uperoleia aspera
- Uperoleia borealis
- Uperoleia capitulata
- Uperoleia crassa
- Uperoleia daviesae
- Uperoleia fusca
- Uperoleia glandulosa
- Uperoleia inundata
- Uperoleia laevigata
- Uperoleia lithomoda
- Uperoleia littlejohni
- Uperoleia marmorata
- Uperoleia martini
- Uperoleia micra
- Uperoleia micromeles
- Uperoleia mimula
- Uperoleia minima
- Uperoleia mjobergii
- Uperoleia orientalis
- Uperoleia rugosa
- Uperoleia russelli
- Uperoleia saxatilis
- Uperoleia talpa
- Uperoleia trachyderma
- Uperoleia tyleri